# Gottfried Thavenius
Gottfried Thavenius (i riksdagen kallad Thavenius i Ulricehamn), född 13 oktober 1846 i Vadsbro, död 9 april 1930 i Marbäck, var en svensk apotekare och politiker (liberal). 
Gottfried Thavenius, som var son till en kyrkoherde, tog apotekarexamen 1874 arbetade därefter på olika apotek i Mellansverige innan han själv blev innehavare av apoteket i Boxholm 1894–1903 och sedan Ulricehamn 1903–1924. Han var också ledamot i Ulricehamns stadsfullmäktige.
Han var riksdagsledamot 1906–1911 i andra kammaren, fram till 1908 för Marstrands, Kungälvs, Alingsås och Ulricehamns valkrets och från 1909 för Vänersborgs, Alingsås och Ulricehamns valkrets. Han tillhörde Frisinnade landsföreningens riksdagsgrupp Liberala samlingspartiet och var i riksdagen bland annat ledamot av tillfälliga utskottet 1906–1909. Han engagerade sig bland annat för kommuners rätt att införa lokalt förbud mot alkoholförsäljning och för införande av proportionellt valsystem vid val till stadsfullmäktige.